# Диданозин
Диданози́н (англ. ddI) — синтетичний противірусний препарат з групи нуклеозидних інгібіторів зворотньої транскриптази для прийому всередину. Уперше проліки диданозину — 2′,3′-дидеоксиаденозин — синтезовано у 1964 році науковцями Університету Бригама Янга Моррісом Робінсом і Р. К. Робінсом. Подальші дослідження препарату, які довели його ефективність проти вірусу СНІДу, проводились науковцями Національного інституту раку США Самуелем Бродером, Робертом Яркоуном та Хіроакі Міцуя Після встановлення противірусної активності препарату Національний інститут охорони здоров'я США видав ліцензію на випуск диданозину компанії «Bristol-Myers Squibb», а у 1991 році FDA схвалила реєстрацію диданозину для клінічного використання, і він став другим препаратом, після зидовудину, схваленим для лікування ВІЛ-інфекції.

## Фармакологічні властивості
Диданозин — синтетичний противірусний препарат з групи нуклеозидних інгібіторів зворотньої транскриптази. Механізм дії препарату полягає в утворенні активного метаболіту — дидеоксиаденозин-трифосфату, що інгібує фермент ВІЛ зворотню транскриптазу, запобігає подовженню ланцюга та гальмує реплікацію вірусу. Диданозин активний виключно до вірусу імунодефіциту людини.

### Фармакокінетика
Диданозин при прийомі всередину швидко всмоктується, максимальна концентрація в крові досягається протягом 30—60 хвилин. Біодоступність препарату складає в середньому 30—40 % (варіює від 2 до 89 %). В клітинах диданозин фосфорилюється до активного метаболіту — дидеоксиаденозину трифосфату, що має подовжений час напіввиведення (25—40 год.) з клітин. Препарат проникає через гематоенцефалічний бар'єр. Диданозин проникає через плацентарний бар'єр та виділяється в грудне молоко. Препарат метаболізується в печінці з утворенням неактивних метаболітів. Диданозин виводиться з організму переважно нирками у вигляді метаболітів. Період напіввиведення диданозину складає 1,5 години, немає даних за кумуляцію препарату при нирковій недостатності.

## Показання до застосування
Диданозин застосовують у складі комбінованої терапії для лікування ВІЛ-інфекції у дорослих та дітей, особливо у випадку непереносимості зидовудину або при тривалому прийомі його. Монотерапію препаратом не проводять у зв'язку з швидким розвитком резистентності ВІЛ до препарату.

## Побічна дія
При застосуванні диданозину можливі наступні побічні ефекти:
- Алергічні реакції — часто (більше 2 % випадків) висипання на шкірі, гарячка та грипоподібний синдром, підвищена пітливість, анафілактичний шок.
- З боку травної системи — дуже часто (більше 10 %) діарея (частіше при застосуванні лікарських форм із буферними речовинами); часто (1—10 %) нудота, блювання, зниження апетиту, біль у животі, панкреатит (при монотерапії препаратом — до 9 % випадків, при комбінованій терапії до 1 %, до 6 % в усіх випадках із можливим летальним наслідком), сухість в роті, гепатит (згідно даних деяких клінічних досліджень — до 16 % випадків), печінкова недостатність, нециротична портальна гіпертензія, сіалоаденіт.
- З боку нервової системи — часто (більше 2 % випадків) головний біль, порушення сну, парестезії, периферичні нейропатії (згідно даних клінічних досліджень у 5—12 % випадків), судоми, неврит зорового нерва, ретинальна депігментація.
- З боку опорно-рухового апарату — часто (більше 2 % випадків) артралгії, міалгії, рабдоміоліз; при застосуванні комбінованої терапії рідко остеонекроз.
- Інші побічні ефекти — часто (більше 2 % випадків) ліподистрофія, лактатацидоз, гіпоглікемія, лімфаденопатія, алопеція.
- Зміни в лабораторних аналізах — часто (більше 2 % випадків) лімфопенія,  підвищення активності амілази, ліпази, амінотрансфераз та лужної фосфатази в крові, підвищення рівня  білірубіну, сечової кислоти в крові, гіпоглікемія, гіперглікемія, тромбоцитопенія, гіпокаліємія, гіпомагніємія, гіпокальціємія.

Під час проведення комбінованої антиретровірусної терапії у хворих зростає ймовірність лактатацидозу та гепатонекрозу. При проведенні ВААРТ у хворих зростає ймовірність розвитку серцево-судинних ускладнень, гіперглікемії та гіперлактемії. Під час проведення ВААРТ зростає ймовірність синдрому відновлення імунної системи із загостренням латентних ВІЛ-асоційованих інфекцій.

## Протипоказання
Диданозин протипоказаний при підвищеній чутливості до препарату, тяжкій печінковій недостатності, подагрі, панкреатиті, алкоголізмі, серцевій недостатності та станах із периферичними набряками, дітям віком до 8 місяців, при годуванні грудьми.

## Форми випуску
Диданозин випускається у вигляді таблеток та желатинових капсул по 0,125; 0,2; 0,25 та 0,4 г. та порошків для приготування суспензії для прийому всередину по 0,1; 0,167 та 0,375 г.